# Гай Новий Приск
Гай Новий Приск (на латински: Gaius Novius Priscus) e политик и сенатор на Римската империя през 2 век.
През 152 г. Новий Приск e суфектконсул заедно с Луций Юлий Ромул.